# گلاک ۷۶۲۴
سیارک ۷۶۲۴ (به انگلیسی: 7624 Gluck، نامگذاری:1251T-1) هفت هزار و ششصد و بیست و چهارمین سیارک کشف شده‌است که در ۲۵ مارس ۱۹۷۱ کشف شد.
قدر مطلق سیارک برابر ۱۲٫۷۰ است.